# 2005-ös Australian Open
A 2005-ös Australian Open az év első Grand Slam-tornája, az Australian Open 93. kiadása volt. Január 17. és január 30. között rendezték meg Melbourne-ben. A férfiaknál az orosz Marat Szafin, nőknél az amerikai Serena Williams nyert.

## Döntők

### Férfi egyes
Marat Szafin –  Lleyton Hewitt, 1–6, 6–3, 6–4, 6–4

### Női egyes
Serena Williams  –  Lindsay Davenport, 2–6, 6–3, 6–0

### Férfi páros
Wayne Black /  Kevin Ullyett –  Bob Bryan /  Mike Bryan, 6–4, 6–4

### Női páros
Szvetlana Kuznyecova /  Alicia Molik –  Lindsay Davenport /  Corina Morariu, 6–3, 6–4

### Vegyes páros
Samantha Stosur /  Scott Draper –  Liezel Huber /  Kevin Ullyett, 6–2, 2–6, [10–6]

## Juniorok

### Fiú egyéni
Donald Young– Kim Sun-yong, 6–2, 6–4

### Lány egyéni
Viktorija Azaranka– Szávay Ágnes, 6–2, 6–2

### Fiú páros
Kim Sun-yong /  Yi Chu-huan– Thiemo de Bakker /  Donald Young, 6–3, 6–4

### Lány páros
Viktorija Azaranka /  Marina Eraković– Nikola Fraňková /  Szávay Ágnes, 6–0, 6–2